# Hrochův Týnec
Hrochův Týnec – miasto w Czechach, w kraju pardubicki, w powiecie Chrudim.